# Palpangula
Anumeta là một chi bướm đêm thuộc họ Noctuidae.